# Burhani-Hagigat
Burhani-Hagigat (em azeri:  Bürhani-Həqiqət) foi o primeiro órgão impresso, revista literária e sócio-política na língua azerbaijano publicada em Erevã. Foi publicado desde o fechamento de outra revista do na língua azerbaijano, Lek-Lek. Publicado de 1 (14) de janeiro a 29 de junho (12 de julho) de 1917. A revista foi publicada duas vezes por mês com 8 páginas e um total de 9 edições. O nome consiste nas palavras árabes Burhan (Prova) e Hakikat (Verdade).

## História
Em 1 (14) de janeiro de 1917, a primeira edição da revista Burhani-Hagigat foi publicada sob a direção e redação do poeta, jornalista Ali Mahzun Rahimov e da editora representante dos intelectuais de Erevã, Hasan Mirzazade Aliyev. 
Os autores da revista são Jabbar Askerzade (Adzhiz), Mirza Jabbar Mammadov, Rahim Naji, Vahid Muganli, Tahvil Irevani, as well as the poetesses Shohrat, Nigar, Sariya Khanum, Abdulhag Mehrinisa, Fatma Mufida, Ramziyya, alunos da escola de professores de Erevã e outros . A maioria dos escritores veio da tradição Mullah Nasreddin.
Enquanto escritos sobre questões sociais e políticas têm uma ampla cobertura na revista, questões de economia familiar e parentalidade também estão incluídas. A partir da segunda edição da revista, o trabalho de Ali Mahzun sobre Literatura foi publicado. Em 2012, o crítico literário Shafag Nasir traduziu todas as edições da revista para o alfabeto latino.